# Трудолюбівка (Шептицький район)
Трудолю́бівка —  село в Україні, в Шептицькому районі Львівської області. За 4 км від межі м. Сокаль і 40 км від межі м. Грубешів. Населення становить 188 осіб.

## Історія
Село лежить за 40 км від межі м. Грубешів, на пагорбі що зноситься на лівому березі потічка Болоту (Жолоб) за 2 км від його впадіння в Західний Буг. Перед облаштуванням міліораційної системи, потік був багатий на річкову живність.
В 1948р. на кордоні з СРСР, було закладено "передове" комуністичне село Жджаринки. Головною складовою якого стало місцеве ПГР. Неодноразово між місцевим господарством, і колгоспами УРСР здійснювалась співпраця для обміну досвідом.
В 1951р. Сталін, для вирівнювання кордону, здійснив обмін територіями в Дрогобицькій області УРСР і Люблінському воєводстві ПНР. Внаслідок даного обміну, трикутник між Бугом, Солокією і Гучвою був приєднаний до УРСР, а з ним і с. Жджаринки. Так 10 листопада 1951, розпочалась нова сторінка села Жджаринки, яке відразу було перейменовано в Трудолюбівку. Заселення села проводилось жителями сіл Тернопільської і Львівської областей, а також поодиноко з родин які були виселені з навколишніх сіл в 1946р., та через заборону не могли повернутись у власні оселі.
З виходом УГКЦ з підпілля, жителі села брали активну участь у відродженні церков Конотіп та Теляжа. Після призначення о. Ореста Рубеля парохом в с. Теляж, неодноразово проводились богослужіння і в Трудолюбівці, по приватних будинках. У 201*р. парохом призначено о. Йосифа Скоробагатого. **.**.201*р. Було освячено наріжний камінь, і вже 22.05.2019 відслужилась перша свята літургія, а 19.12.2019 храм було освячено. 15.06.2023 парохом призначено Назарія Федишина